# شقایق دریایی استارلت
شقایق دریایی استارلت (نام علمی: Nematostella vectensis) نام یک گونه از راسته شقایق دریایی است.